# Marta i Maria Magdalena (obraz Caravaggia)
Marta i Maria Magdalena (lub Nawrócenie Marii Magdaleny) – obraz namalowany przez włoskiego artystę barokowego, Caravaggia.

## Opis
Zwrócona twarzą do swej siostry Marty, Maria, we fioletowej sukni, nałożonej na białą obramowaną złotym haftem bluzkę, z zieloną draperią przerzuconą przez lewe ramię, siedzi przy stole, na którym znajdują się przedmioty służące do codziennej toalety, w tym duże, wypukłe lustro o przyciemnionej powierzchni – bardzo kosztowny przedmiot w czasach Caravaggia, do którego artysta mógł mieć dostęp w domu kardynała del Monte.
Na płótnie przedstawiony jest moment, w którym Maria, pod wpływem Marty, przyjmuje do swego serca światło Chrystusa, symbolizowane przez kwiat pomarańczy, który przyciska do lewej piersi.